# Ocean Cay
Ocean Cay est une île (ou « caye ») des Bahamas située dans le district de Bimini. Elle est située à 32 kilomètres au sud de Bimini proprement dit, et l'une des plus proches des côtes de Floride.
Ocean Cay est une île artificielle qui a été construite par dragage à la fin des années 1960 par la société Dillingham Construction basée à Hawaï  et a été utilisée pour extraire du sable blanc d'aragonite à des fins industrielles.
La caye a été réaménagée en une île privée appelée Ocean Cay MSC Marine Reserve pour MSC Croisières : les paquebots de croisière de cette compagnie y font régulièrement escale pour la journée.

## Histoire
Ocean Cay est une île artificielle créée à l'origine pour l'exploitation minière du sable d'aragonite. La taille totale de l'île (en fait, une île principale et un ilôt qui lui est relié par un pont et délimitant une sorte de lagon intérieur) est de 38 hectares et les propriétaires d'origine avaient également dragué la zone pour permettre aux navires à tirant d'eau important d'accoster pour le chargement et l'exportation du sable.

## Restauration
Lorsque Dillingham Construction a abandonné l'île en y laissant de très nombreux détritus et d'importants décombres, la caye est tombée en état d'abandon.
En 2015, le président exécutif de la compagnie de croisière MSC, Pierfrancesco Vago, a signé un contrat de location pour 100 ans avec le gouvernement des Bahamas afin de réaménager l'île en un nouveau complexe pour la compagnie de croisière. Celle-ci prévoyait de dépenser 200 millions de dollars pour l'ensemble du projet. Le coût final serait de 500 millions de dollars.
La restauration impliquait la suppression de toutes les installations et infrastructures minières abandonnées. Une série de films documentaires en trois parties intitulée Building Paradise Island du réalisateur James Redgate a documenté le nettoyage de l'île, la conservation menant au statut de réserve marine et la construction d'un nouveau complexe à partir de zéro. 7 500 tonnes de déchets métalliques industriels ont été évacués de l'île.

## L'aménagement
L'île compte huit plages dont Lighthouse Bay, Sunset Beach, Bimini Beach, North Beach, South Beach (ces deux plages sur le lagon), des plages réservées aux clients du Yacht Club MSC ou aux employés. Chaque plage est surveillée par au moins un sauveteur lorsque la plage est accessible au public.
L'île a vu la plantation de milliers de plantes exotiques (notamment des palmiers, cocotiers) et elle est sillonnée de sentiers bétonnés pour la circulation des piétons et des voiturettes électriques qui leur permettent de parcourir l'île gratuitement. L'électricité est produite sur place par des équipements photovoltaïques.  
De nombreux bâtiments de service ont été installés - bars, restaurants, boutiques et divers - conçus pour résister aux ouragans de catégorie 5, les ouragans étant fréquents dans les zones tropicales de l'ouest de l'atlantique. Un quai spécial est aménagé pour l'accostage et l'amarrage d'un paquebot de croisière de la compagnie MSC. Les navires croisant dans la région des Bahamas y font régulièrement escale pour la journée, arrivant vers 7 heures du matin et repartant en soirée, souvent vers 20 heures et parfois jusqu'à 22 heures voire plus tard.    
La population permanente de l'île, constituée d'employés de MSC, est de 200 personnes. Une résidence a été construite à leur usage.  
De nombreuses activités (notamment nautiques et balnéaires) sont proposées aux croisiéristes en escale ; les buffets offrent une restauration simple et gratuite (en fait, le coût est inclus dans le prix de la croisière).

## Galerie
|                                                   |
| Le lagon artificiel constitué au centre de l'île. |

| |
| Le phare ouvert aux visiteurs avec des LEDs intégrées dans les parois permettant des animations lumineuses la nuit. |

|                                                                     |
| Vue depuis North Beach, avec le paquebot MSC Magnifica et le phare. |